# Magnac-Lavalette-Villars
Magnac-Lavalette-Villars era una comuna francesa que estaba situada en el departamento de Charente, de la región de Nueva Aquitania, que el 1 de enero de 2025 pasó a formar parte de la comuna nueva de Magnac-lès-Gardes como comuna delegada.

## Historia
Fue creada en 1970 con la unión de las comunas de Magnac-Lavalette y Villars.

## Demografía
| Gráfica de evolución demográfica de Magnac-Lavalette-Villars entre 1800 y 2022 |
|                                                                                |

Los datos demográficos contemplados en este gráfico de la comuna de Magnac-Lavalette-Villars se han cogido de 1800 a 1999 de la página francesa EHESS/Cassini, y los demás datos de la página del INSEE.